# Эрфурт, Гуго
Гуго Эрфурт (нем. Hugo Erfurth; 14 октября 1874, Галле — 14 февраля 1948, Гайенхофен) — немецкий фотохудожник. Он известен как один из самых значимых фотохудожников-портретистов своей эпохи.

## Биография
В 1895 году Эрфурт поступил в ученики к мастеру Вильгельму Гёфферту, придворный фотограф в Дрездене. В 1896 году в возрасте 22 лет, он приобрёл ателье Шрёдер, расположенное в районе Йоханнштадт. В 1906 году Эрфурт приобрёл дворец Люттихау, расположенный в районе Пирнаише Форштадт, где создал Ателье фотографирования Эрфурта. Кроме того, он преподавал в Королевской академии графических искусств и книжного дела на кафедре профессора Вальтера Тиманна. В 1934 году Эрфурт переселился в Кёльн, где создал ателье, которое было разрушено при бомбардировке в 1942 году. После войны, Эрфурт переселился в город Гайенхофен на Боденском озере, где и умер в возрасте 73 лет.,
0

## Творчество
В начале нового столетия Гуго Эрфурт практиковал так называемый пикториализм, который сближал фотографирование с живописью и импрессионизмом. Высококачественные позитивы его произведений часто были изготовлены при помощи угольного пигментного процесса. Но всё же известен Эрфурт благодаря своим портретам. 

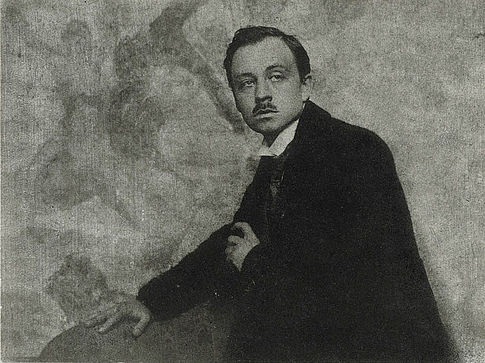
Гуго Эрфурт
«Фотопортрет Йозефа Хегенбарта» (ок. 1915)

В 1920-х годах он придерживался психологической точки зрения, согласно которой художник должен был подчёркивать характер изображаемого лица. Эрфурт находил свои модели среди скульпторов и писателей. Его портреты таких известных лиц, как Ловиса Коринта, Кете Кольвиц, Отто Дикса, Герхарта Гауптмана или Оскара Кокошки, до сегодняшнего дня часто публикуются и являются частью памяти общества.
Эрфурт также известен как фотограф событий и своими фотографиями современного танца, передающими движения исполнителей. К ним причисляют снимки Грете Визенталя и его сестер, Клотильде фон Дерп и Мэри Вигман. К ученикам Эрфурта причисляют таких фотохудожников как Шарлотт Рудольф или гречанка Нелли.
Эрфурт стал одним из основателей первой ассоциации немецких фотографов, так называемой Gesellschaft deutscher Lichtbildner.

## Премия Гуго Эрфурта
Международная премия Гуго Эрфурта была учреждена правительством города Леверкузен и компанией Агфа в качестве признания особых заслуг в области фотографии.